# Jon Kristian Fjellestad
Jon Kristian Fjellestad (* 27. November 1984 in Hamar) ist ein norwegischer Organist und Komponist.
Fjellestad studierte Kirchenmusik an der Technisch-Naturwissenschaftlichen Universität Norwegens in Trondheim. Seine Lehrer waren Oddbjørn Sæbø und Per Edvard Hanssen. Zurzeit wirkt er als Vicar Organist in Hamar. Seine Toccata wurde u. a. von David M. Patrick an der Orgel der Kathedrale von Gloucester, von Federico Piglione, Thomas Jörg Frank, Anne Horsch sowie von Petter Amundsen eingespielt.

## Kompositionen
- Toccata
- Fanfare
- Festival Prelude on „Be Thou my Vision“